# Landelino Lavilla Alsina
Landelino Lavilla Alsina   (Lleida, 6 d'agost de 1934 - Madrid, 13 d'abril de 2020) fou un polític i jurista espanyol, que fou Ministre de Justícia entre 1977 i 1979, i posteriorment President del Congrés dels Diputats entre 1979 i 1982. Va morir després d'una llarga malaltia el 13 d'abril de 2020.

## Biografia
Nascut a la ciutat de Lleida, estudià dret a Saragossa, estudis que va finalitzar a la Universitat Central de Madrid. L'any 1958 inicià la seva tasca professional al Tribunal de Comptes, i el 1959 va esdevenir lletrat del Consell d'Estat mitjançant oposicions públiques.
Durant la transició entrà en política com a membre de la Unió de Centre Democràtic (UCD), i va entrar l'any 1979 en la formació de govern d'Adolfo Suárez com a Ministre de Justícia, càrrec que va desenvolupar fins al final de la Legislatura Constituent i durant el qual impulsà la reforma del Codi Penal espanyol i va impulsar la Llei sobre l'amnistia. Fou escollit diputat al Congrés per la província de Jaén en les eleccions generals de 1979, i es va convertir en President del Congrés dels Diputats sota la presidència d'Adolfo Suárez, càrrec en el qual fou confirmat per part de Leopoldo Calvo-Sotelo al seu ascens a la presidència de la UCD el 1981.
Després de la retirada política de Suárez, el 1982 encapçalà la llista electoral de la coalició centrista a les eleccions generals de 1982 per la província de Madrid. Després del fracàs electoral i la dissolució d'aquest partit, Lavilla va renunciar al seu escó (substituït per Calvo-Sotelo) i va passar a formar part del Consell d'Estat.
El 1996 va aspirar a la presidència del Consell General del Poder Judicial, però el seu nomenament no es va consumar. En 2006 va ingressar en la Reial Acadèmia de Ciències Morals i Polítiques. Era membre de la Reial Acadèmia de Jurisprudència i Legislació, de la que en fou president de 2003 a 2012.